# Giuseppe Zanotti
Giuseppe Zanotti (San Mauro Pascoli, 17 aprile 1957) è uno stilista italiano, specializzato nella creazione di calzature di lusso.

## Biografia
Giuseppe Zanotti nasce a San Mauro Pascoli, una cittadina ubicata tra Cesena e Rimini, nota per la sua tradizione calzaturiera.
I genitori hanno una gelateria ma nei primi anni ottanta lui preferisce lavorare come DJ frequentando ambienti eclettici e d'avanguardia della riviera romagnola. È in questi anni che ha inizio la sua carriera nella moda, incominciando a collaborare con piccoli artigiani come designer free-lance e, poco dopo, arrivando a lavorare per alcune delle più importanti case di moda.
Nei primi anni novanta acquisisce il calzaturificio Vicini, un piccolo laboratorio di San Mauro Pascoli composto da 15 persone. La prima collezione viene presentata nel 1994 a New York, seguita dalla crescita dell'azienda che arriva a contare di lì a poco oltre 300 dipendenti.
Nel 2002 Giuseppe Zanotti apre la sua prima boutique a Milano. Seguono aperture a New York, Parigi, Londra, Mosca, Dubai, Stoccolma, San Francisco fino a raggiungere nel 2018 più di cento punti vendita monomarca nel mondo. 
Ha disegnato scarpe per marchi come Pierre Balmain, Proenza Schouler, Thakoon Panichgul, Christopher Kane, Delfina Delettrez e Vera Wang. Le sue calzature dal design particolare (con gioielli usati come decorazioni) sono calzate da Madonna, Beyoncé, Jennifer Lopez, Penélope Cruz, Charlize Theron.
Nel 2010 la sua prima collezione di gioielli,, nel 2012 si allarga al mondo maschile producendo scarpe di ispirazione hip-hop,, nel 2014 cede il 30% dell'azienda a L Catterton, fondo di private equity partecipato dal colosso francese LVMH con l'obiettivo di crescere: nel 2008 l'azienda fatturava 78 milioni, nel 2016 il doppio. Anche i dipendenti sono più che raddoppiati: 760 nel 2017.

## Riconoscimenti
È stato nominato Designer of the Year tre volte (2000, 2007, 2009) da Fairchild e ha vinto il Marie Claire Prix d'Excellence de la Mode per la migliore collezione di calzature nel 2010.